# 桑莱马基永
桑莱马基永（法語：Sains-lès-Marquion）是法国上法蘭西大區加来海峡省的一个市镇，属于阿拉斯区。该市镇2009年时的人口为322人。

## 人口
桑莱马基永人口变化图示
| 数据来源：INSEE |